# Paula Abdul
Paula Abdul   (San Fernando, 19 de juny de 1962) Paula Julie Abdul és una coreògrafa de la indústria de l'espectacle dels Estats Units, de religió jueva. A la fi dels vuitanta i començaments dels noranta va desenvolupar una reeixida carrera com a cantant.